# 32607 Portell
32607 Portell este o planetă minoră (asteroid), cu un diametru de 6,155 km, din centura de asteroizi. A fost descoperită pe 23 august 2001 la Stația Anderson Mesa de Lowell Observatory Near-Earth-Object Search. 
Obiectul prezintă o orbită caracterizată de o semiaxă mare de 2,5329028 UAi, o excentricitate de 0,2, o înclinație de 8,79589 ° în raport cu ecliptica.